# Фальконер, Дуглас Скотт
Дуглас Скотт Фальконер (иногда Фолконер; англ. Douglas Scott Falconer; 10 марта 1913, Олдмелдрум, Абердиншир — 23 февраля 2004, Эдинбург) — британский генетик, натуралист.

## Биография
Дуглас Скотт Фальконер родился в 1913 году в небольшом шотландском городке Олдмелдрум, в семье священника из Эдинбурга. Вскоре после рождения сына семья вернулась в Эдинбург. В школьные годы Дуглас заинтересовался наукой и по окончании школы был принят в университет, однако тяжелое заболевание туберкулезом отложило начало учебы на пять лет. В период выздоровления Дуглас прочел множество работ, в том числе «Теорию Гена» Моргана. Д'Арси Томпсон, под чьим началом Фальконер изучал зоологию, предлагал отменить экзамены для столь хорошего ученика, однако правила взяли верх, и Дуглас сдал экзамен, получив диплом с отличием первого класса.
Начав работу в группе генетиков под руководством профессора Конрада Уоддингтона, Дуглас Фальконер стал ведущим авторитетом в генетике количественных признаков. Проработав в Эдинбурге всю жизнь, Фальконер внес большой вклад в науку. Его «Введение в генетику количественных признаков» выдержало 4 издания с 1960 по 1996 год и стало настольной книгой многих ученых. Ранние работы Фальконера были посвящены генетическому анализу менделевских мутаций у мышей. Им была впервые обнаружена сцепленная с полом мышиная мутация.
Еще будучи студентом, Дуглас женился на Маргарет Дюк, изучавшей классические предметы. Маргарет и двое сыновей пережили Дугласа. Общим интересом семьи была музыка; Дуглас любил играть на флейте. В середине жизни Дуглас заболел диабетом, и уже в 1960-е годы его здоровье было слабым, но он твердо продолжал заниматься наукой, посещая место работы и публикуясь долгие годы после ухода на пенсию в 1980 году, интересуясь развитием исследований и участвуя в дискуссиях.
В 1951 году Дуглас Фальконер составил описания двух мутантных мышей, названных им reeler и trembler за изменённую походку. Исследования мыши reeler привели к открытию в 1995 году белка рилин, играющего важную роль в нейромиграции и позиционировании нейронов.

## Образование и карьера
- Раннее образование — Академия Эдинбурга;
- Сент-Эндрюсский университет (1940)
- 1940—1943 — Кембриджский Университет
- 1943—1945 — лектор в Кембриджском Колледже Queen Mary, Лондон.
- 1945—1947 — ассистент R.A. Fisher’а в департаменте генетики Кембриджа; начало работы с мышами.
- С 1947 — работа в Эдинбурге в Секции Генетики Сельскохозяйственного Исследовательского Совета (Agricultural Research Counsil, ARC) при организации ABGRO (Animal Breeding and Genetics Research Organization). Фальконер работает в Эдинбурге до конца своей карьеры.
- В 1957 году Секция Генетики переименована в Отдел Генетики Животных ARC.
- В 1968 году Фальконер возглавляет Отдел и занимает место на факультете Эдинбургского Университета.
- С 1969 по 1977 Фальконер возглавляет Департамент Генетики университета.
- В 1980 году Фальконер уходит на покой, Отдел ARC закрывается; Дуглас Скотт остается активным Почетным Профессором (Professor Emeritus) до конца 1990-х годов.

За свой вклад в генетику количественных признаков Дуглас Скотт Фальконер был удостоен ряда почетных титулов:
- 1969 — Доктор Наук (Doctor of Science), Кембриджский Университет;
- 1972 — Член Королевского Общества Эдинбурга (Fellow of the Royal Society of Edinburgh);
- 1973 — Член Королевского Общества Лондона (Fellow of the Royal Society of London).

## Книги, публикации
- 1960 — «Introduction to quantitative genetics» («Введение в генетику количественных признаков»).[5] Книга выдержала 4 издания.[6]

- Издана в СССР: «Фолконер (sic) Д. С. Введение в генетику количественных признаков. М.: Агропромиздат, 1985. 486 с.»

- 1983 — «Problems on Quantitative Genetics.» Longmans Green, London/New York.